# Buchowszczyzna
Buchowszczyzna – dawniej wieś. Obecnie część Mołodeczna na Białorusi, w obwodzie mińskim, w rejonie mołodeckim.

## Historia
W czasach zaborów wieś w gminie Mołodeczno, w powiecie wilejskim, w guberni wileńskiej Imperium Rosyjskiego. W 1865 roku liczyła 65 dusz rewizyjnych, należała do dóbr Rahozy.
W latach 1921–1945 wieś leżała w Polsce, w województwie wileńskim, w powiecie wilejskim, od 1927 roku w powiecie mołodeckim, w gminie Mołodeczno. W 1929 roku wieś leżała w gminie miejskiej Mołodeczno.
Według Powszechnego Spisu Ludności z 1921 roku zamieszkiwało tu 660 osób, 154 było wyznania rzymskokatolickiego, 496 prawosławnego, 3 ewangelickiego, 2 greckokatolickiego a 5 mojżeszowego. Jednocześnie 104 mieszkańców zadeklarowało polską, 537 białoruską, 1 niemiecką, 5 żydowską a 13 rosyjską przynależność narodową. Były tu 84 budynki mieszkalne.
Wierni należeli do parafii prawosławnej w Mołodecznie. Miejscowość podlegała pod Sąd Grodzki w Mołodecznie i Okręgowy w Wilnie; właściwy urząd pocztowy mieścił się w Mołodecznie.
W wyniku napaści ZSRR na Polskę we wrześniu 1939 miejscowość znalazła się pod okupacją sowiecką. 2 listopada została włączona do Białoruskiej SRR. Od czerwca 1941 roku pod okupacją niemiecką. W 1944 miejscowość została ponownie zajęta przez wojska sowieckie i włączona do Białoruskiej SRR.
Od 1991 w składzie niepodległej Białorusi.

## Przynależność państwowa i administracyjna
- ? – 1917  Imperium Rosyjskie, gubernia wileńska, powiat wilejski
- 1917–1919  Rosyjska FSRR
- 1919–1920  Polska, Zarząd Cywilny Ziem Wschodnich, okręg wileński
- 1920–1920  Rosyjska FSRR
- 1920–1945[b]  Polska
  - województwo:
    - okręg nowogródzki (1920–1921)
    - nowogródzkie (1921–1922)
    - Ziemia Wileńska (1922–1926)
    - wileńskie (od 1926)

  - powiat:
    - wilejski (1920–1927)
    - mołodeczański (od 1927)
- 1945–1991  ZSRR, Białoruska SRR
- od 1991  Białoruś